# District de Villefranche (Haute-Garonne)
Pour les articles homonymes, voir district de Villefranche.
Le district de Villefranche est une ancienne division territoriale française du département de la Haute-Garonne de 1790 à 1795.
Il était composé des cantons de Villefranche-de-Lauragais, Avignonet-Lauragais, Baziège, Montesquieu-Lauragais, Montgiscard et Nailloux.